# لونيانو في تيفيرينا
لونيانو في تيفيرينا (بالإيطالية: Lugnano in Teverina)‏ هي بلدية في مقاطعة تيرني في إقليم أومبريا الإيطالي.

## السكان
في سنة 1861 بلغ عدد السكان 1٬286 نسمة، وتطور العدد ليصل في سنة 2011 لـ 1٬539 نسمة.
يظهر هذا المخطط البياني تطور النمو السكاني لـ لونيانو في تيفيرينا